# Indywidualne Mistrzostwa Polski w Zapasach 1932
8. Mistrzostwa Polski w Zapasach 1932 – zawody sportowe, które odbyły się w Katowicach 15 i 16 maja. Walczono wyłącznie w stylu klasycznym.

## Medaliści
| Kategoria:  | Złoto:                                    | Srebro:                                     | Brąz:                                 |
| 58 kg       | Henryk Ganzera Sokół II Katowice          | Antoni Fojt Sokół II Katowice               | Antoni Rokita Rywal Warszawa          |
| 62 kg       | Ryszard Dworok Jedność Nowy Bytom         | Zbigniew Szajewski Legia Warszawa           | Hubert Szmatloch Powstaniec Nowa Wieś |
| 67 kg       | Wilhelm Gasior Sokół II Katowice          | Karol Kucharczyk Jedność Nowa Wieś          | Tuszyński Edmund HCP Poznań           |
| 73 kg       | Czesław Kiela YMCA Warszawa               | Feliks Rejniak YMCA Warszawa                | Aleksander Jaworski Wisła Kraków      |
| 79 kg       | Jan Gałuszka Sokół II Katowice            | Ryszard Błażyca Powstaniec Nowa Wieś        | Józef Małecki Elektryczność Warszawa  |
| 87 kg       | Witold Bromirski Zbyszko Cyganiewicz Lwów | Bronisław Falkiewicz Elektryczność Warszawa | Henryk Hebda Legia Warszawa           |
| ponad 87 kg | Jarszulik Śląsk                           |                                             |                                       |